# Lithobates miadis
Espèce
Synonymes
- Rana miadis Barbour & Loveridge, 1929

Statut de conservation UICN

 CR  : 
En danger critique
Lithobates miadis est une espèce d'amphibiens de la famille des Ranidae.

## Répartition
Cette espèce est endémique de la Petite île du Maïs au Nicaragua,.

## Écologie
Le développement du tourisme dans les îles du Maïs est en grande partie responsable de la dégradation du biotope de cette espèce.

## Publication originale
- Barbour & Loveridge, 1929 : Vertebrates from the Corn Islands: reptiles and amphibians. Bulletin of the Museum of Comparative Zoology, Cambridge, Massachusetts, vol. 69, p. 138-146 (texte intégral).